# Kenny Kosek
Kenny Kosek, né en 1949 à New York est un violoneux américain qui joue et enseigne de la musique country, bluegrass, klezmer, et d'autres styles folk, americana ou roots. C'est aussi un humoriste et un compositeur de musique de film et de séries.

## Influences et diversité des activités artistiques
Kenny Kosek, né en 1949 dans le Bronx à New York, est un violoneux qui joue de la musique folk, americana ou roots, en particulier de la musique country, du bluegrass, mais aussi du klezmer.
Dans un article qu'il lui a consacré, le joueur de dobro et Violoneux Stacy Phillips (en) relève que les premières influences musicales de Kenny Kosek comprennent des Violoneux d'origine bluegrass, comme Clark Kessinger (en), Vassar Clements, Kenny Baker, mais aussi les New Lost City Ramblers (en), les May Brothers et Andy et Henry. Originaire de New York, Kenny Kosek a commencé à s'intéresser à la musique de violon dans les années 1960, avant de devenir un important musicien de studio à New York. Pour la sortie en 2024 deTwisted Sage (Shefa Records), un ensemble de morceaux de fiddle, il rappelle que « jeune homme, il s'aventurait dans l'appartement du cinquième étage d'un certain Loy Beaver, collectionneur avisé de vieux 78 tours de groupes de violon, et les enregistrait à partir d'un seul haut-parleur sur le magnétophone Wollensak à bobines de son père ».
Ce musicien éclectique, qui maîtrise des styles allant du bluegrass au rock, se produit en studio d'enregistrement, pour des groupes pop/rock de passage, pour des comédies musicales de Broadway et pour d'autres projets spéciaux.
En plus de sa carrière solo, Kenny Kosek s'est en effet produit avec de nombreux groupes et artistes de renom, en particulier au sein du Jerry García Acoustic Band. IL a contribué comme compositeur à des musiques de films et de programmes télévisés. Il est également éducateur musical. Au-delà du domaine de la musique, il est également connu pour son humour. Il est diplômé de la Bronx High School of Science et du City College of New York

## Début de la carrière artistique
Pendant ses études universitaires, Kenny Kosek joue avec The Star Spangled String Band et The Livingstone Cowboys, et travaille en free-lance dans les clubs folk autour de Bleecker Street. Ses premières expériences professionnelles furent avec le David Bromberg Band, et avec un groupe de rock éphémère, le White Cloud, dirigé par le producteur hipster Thomas Jefferson Kaye (en). En 1971,il a joué avec le New Deal String Band au septième festival de Carlton Haney (en) organisé annuellement pour le week-end de la fête du travail, à Camp Springs (en) en Caroline du Nord. À ce titre, on peut le voir dans la film « Bluegrass Country Soul » , réalisé à cette occasion.

## Musicien et compositeurroot, mais éclectique
Au début des années 1970, Kenny Kosek est membre du groupe Country Cooking avec Peter Wernick (en) et Tony Trischka (en) (banjo), Russ Barenberg (en) (guitare), John Miller (en) (basse), et Harry Gilmore (mandoline) pour le premier album (14 Bluegrass Instrumentals, 1971), le groupe jouera ensuite avec le mandoliniste vétéran Frank Wakefield (en) pour le second album (1972), et sera finalement rejoint par Andy Statman (mandoline, Saxophone, Percussion) pour le troisième (Barrel of Fun, 1974), Nondi Leonard assurant les parties vocales sur ces deux derniers albums. Toujours en 1974, Russ Barenberg enregistre un disque solo de guitare avec les autres membres de Country Cooking (Greg Root à la mandoline). Tony Trischka et Peter Wernick poursuivront ensuite leurs routes chacun de leur côté, mais Kenny Kosek les accompagnera pour leurs premiers albums.
Entre 1976 et 1978, Kenny Kosek rejoint le banjoiste Bill Keith avec lequel il enregistre un album aux Etats Unis (..Something Bluegrass, 1976) et un album en France (avec Jim Collier, 1978). Lors de ses séjours en France, il assure également des partie fiddle sur le premier disque solo du banjoiste français Jean Marie Redon, et se produit en 1978 au Festival de Courville-sur-Eure, à la fois avec Bill Keith et Jim Collier, et avec ses anciens acolytes Tony Triscka et Russ Barenberg, le mandoliniste français Christian Seguret et le bassiste Lionel Wendling complétant avec lui ces deux groupes.
Dès le milieu des années soixante-dix, Kenny Kosek travaille également comme musicien de studio ; il enregistre ainsi (entre autres) avec Steve Goodman (1976), Chaka Kahn (en), James Taylor (1985) David Byrne (1990) Willie Nelson, Doug Sahm, Leonard Cohen, and John Denver. Il s'est produit avec le Late Night Band sur Late Night with David Letterman et au concert annuel de Sting au bénéfice des forêts tropicales à Carnegie Hall.
Dans les années quatre vingt, Kenny Kosek remplace Richard Greene (en) au fiddle dans le New Blue Velvet Band avec Jim Rooney, Eric Weissberg et Bill Keith, pour tourner dans les principaux festivals folk au Canada, en Europe continentale, en Grande-Bretagne, en Irlande et dans le Nord-Est des Etats Unis. Le 15 octobre 1987, le Jerry García Acoustic Band commence une série de concerts à Broadway. Le multi-instrumentiste bluegrass Sandy Rothman (en), ami de longue date de Jerry García, est également un ami de Kenny Kosek, qui est invité à rejoindre le groupe. Après une quinzaine de jours de Concerts à New York, le Jerry García Acoustic Band rejoint ensuite la Californie pour d'autres concerts en fin d'année 1987, où seront enregistré deux disques, publiés le premier fin 1988, et le second en 2011, vingt-deux ans après. Cette courte collaboration contribua a faire mieux connaître Kenny Kosek au delà du cercle des studio et de la musique bluegrass, en particulier avec les Deadhead (fans du groupe Grateful Dead). Les enregistrements new-yorkais seront publiés en 2004 et 2015, conjointement avec les enregistrements électriques du Jerry García Band,.
En 2001, la clarinettiste Klezmer Margot Leverett (en) fonde le groupe : Margot Leverett and the Klezmer Mountain Boys, qui fusionne les styles klezmer et bluegrass. Le groupe est composé de  Kenny Kosek, Barry Mitterhoff (en) (mandoline, guitare), Joe Selly (guitare) et Marty Confurius (basse). Margot Leverett and the Klezmer Mountain Boys a sorti deux albums : un album éponyme en 2002 et un album intitulé Second Avenue Square Dance. Le groupe a été présenté par la Paul Taylor Dance Company (en) dans une pièce intitulée: "Klezmerbluegras". Fin 2005 (novembre-décembre), il participe, comme guitariste et comme violoneux au spectacle de Broadway (Promenade Theatre) : Almost Heaven: The Songs of John Denver
Son style de musique caractéristique, inspirée de la musique traditionnelle, a servi de bande sonore de nombreux documentaires, dont  « The Way West », « The Donner Party », Harlan County, USA, « The High Lonesome Sound », and the television shows Another World (sur NBC), « The Guiding Light » (sur CBS), « The Kirby Kids »' (sur Fox).

En 2024, Kenny Kosek publie "Twisted Sage" (Shefa Records), un ensemble de quinze morceaux de fiddle dont les enregistrements remontent à plus de dix ans (majoritairement entre 2013 et 2017), la plupart avec le banjoiste Tony Trischka. Quelques autres amis proches sont parfois associés: Andy Statman à la mandoline, le banjoïste Marty Cutler et le guitariste Mark Cosgrove. On y trouve beaucoup d'airs traditionnels, mais aussi une poignée d'œuvres originales de Kenny Kosek. Selon  Donald Teplyske « Nombre de ces morceaux sont, naturellement, des airs « traditionnels », des airs de violon et de banjo, des airs de stringband... mais elles sont présentées ici après avoir été filtrées par des décennies d'influence et d'expérimentation, sans parler des années de jeu et d'interprétation de Kosek et Trischka. Cette musique est à la base des sons roots et Americana, mais elle n'est pas coincée dans un passé mythique où la musique est pure et inchangée depuis les années 1800 ». Pour Kenny Kosek: 

« C'est vraiment un retour à des choses plus traditionnelles, même s'il y a des morceaux sur Twisted Sage qui ne sont pas traditionnels. Il y a un air klezmer que j'ai appris d'Andy Statman et qui est assez fou. Il y a aussi des choses plus aventureuses. Mais dans l'ensemble, il s'agit d'un format de violon et de banjo qui revient à ce que je faisais dans les années 60 (...) Au cours de ma carrière, j'ai été associé à des gens qui ont fait des choses très innovantes et audacieuses. Tony Trischka et Andy Statman me viennent à l'esprit. Et notre petit groupe repoussait toutes sortes de limites. Il s'agit donc d'un certain retour aux sources, d'une certaine manière. »

## Enseignant (fiddle)
Kenny Kosek est très impliqué dans l'éducation musicale. Ses vidéos d'enseignement musical Learning Country Fiddle, Learning Bluegrass Fiddle et Bluegrass Classics sont disponibles chez Homespun Tapes and Videos. Il a été professeur invité dans de nombreux festivals, à commencer par Courville-sur-Eure, en France en 1978, mais aussi au Falun Folk Festival, en Suède, au festival de Tonder, au Danemark, au Sore Fingers Music Camp, dans les Cotswolds, en Angleterre, au Big Apple Bluegrass Festival (1998-2002), et au Rathcoole, en Irlande Folk Arts Festival (2004). Il est professeur de violon country à la Turtle Bay Music School de New York. Avec Stacy Phillips (en), il a coécrit Bluegrass Fiddle Styles, parfois appelé la Bible jaune du violon bluegrass.

## Activités théâtrales, Participation à des films ou des spectacles vivantes, humour
En plus de ses activités musicales, Kenny Kosek est apparu dans de nombreuses productions dramatiques : dans les films They All Laughed et Et l'homme créa la femme; à Broadway, dans The Robber Bridegroom (en), Platinum (en), Play Me A Country Song, Foxfire (en), Big River, Jerry Garcia on Broadway et Footloose;  off-Broadway, dans Feast Here Tonight, Das Barbecü, That and the Cup of Tea, A Celtic Christmas, Lost Highway, and Picon Pie (en),.
Kosek est également connu comme humoriste : il a écrit pour le magazine National Lampoon, contribué à de nombreuses émissions de radio, et rédigé des Notes d'accompagnement pour de nombreux autres artistes,.
Avec Citizen Kafka (en) et l'acteur John Goodman, il a écrit et joué dans le Citizen Kafka Show, une émission mensuelle d'improvisation et de comédie à sketchs diffusée sur la radio progressiste new-yorkaise WBAI-FM (en), dans les années 1980,. En tant que "Johnny Angry Red Weltz" il participe au groupe de bluegrass de Citizen Kafka, le Wretched Refuse String Band. De manière similaire, il fait plus récemment partie du quintet de fusion (Klezmer et Bluegrass The Klezmer Mountain Boys (en) de Margot Leverett (en),.

## Discographie

### Solo album
- Hasty Lonesome (avec Matt Glaser (en), Rounder Records 0127, 1980).
- Angelwood, (Rounder Records CD 0362, 1997).
- Twisted Sage (avec Tony Trischka (en), Shefa Records CD SHF3011.2, 2024)

### Membre permanent d'un groupe de Bluegrass
- Country Cooking- 14 Bluegrass Instrumentals (Rounder Records 0006, 1971)
- Frank Wakefield (en) Frank Wakefieled with Country Cooking (Rounder Records – 0007, 1972)
- Country Cooking- Barrel of Fun (Rounder Records 0033, 1974)
- Russ Barenberg (en), Country Cooking Bluegrass Guitar (Music Minus One – MMO 185, 1974)
- Tony Trischka (en) Early Years (Rounder Records CD 11578 1998 - KK : fiddle, piano) - Compilation de Bluegrass Light (Rounder Records – 0048, 1973) et Heartlands (Rounder Records – 0062, 1975)
- Country Cooking With The Fiction Brothers (Flying Fish FF019, 1976)
- Breakfast Special (Rounder Records 3012, 1977)
- Welcome to Wretched Refuse (Betrayal Records, 1977)
- Bill Keith, Something Auld, Something Newgrass, Something Borrowed, Something Bluegrass (Rounder Records 0084, 1976(LP), 1998(CD) ; Cezame  CEZ 1022, 1976)
- Bill Keith & Jim Collier (Hexagone 883 020, 1978 (LP), 1997, (CD))

### Membre du Jerry Garcia Acoustic Band
- Almost Acoustic – Jerry Garcia Acoustic Band (Grateful Dead Records, 1988)
- Pure Jerry: Lunt-Fontanne, New York City, October 31, 1987 – Jerry Garcia Acoustic Band (Jerry Made Records, 2004)
- Pure Jerry: Lunt-Fontanne, New York City, The Best of the Rest, October 15–30, 1987 – Jerry Garcia Acoustic Band (Jerry Made Records, 2004)
- Ragged but Right (en) – Jerry Garcia Acoustic Band (Jerry Made Records, 2010)

### Klezmer Mountain Boys
- Margot Leverett (en) & The Klezmer Mountain Boys (Traditional Crossroads Records CD 4318, 2003)
- Margot Leverett & The Klezmer Mountain Boys 2nd Avenue Square Dance(Traditional Crossroads Records CD4339, 2003)

### Participation à des enregistrements de bluegrass & Klezmer
- Roger Sprung (en), Hal Wylie & the Progressive Bluegrassers Bluegrass blast : a mixed bag of ol' timey music, (Folkways Records – FTS 31038, 1974)
- Hazel Dickens et Alice Gerrard (en) Working Girl Blues (Rounder Records 0054, 1976 (LP) : 2,3,9 (CD 1998 ): 3,4,10 )
- Jack Tottle (en) Back Road Mandolin (Rounder Records 0067, 1976)
- Red Allen (en), Don Reno and Frank Wakefield (en) The Berkshire Mountains Bluegrass Festival 1976 (Released in 1985 : The Berkshire Mountains Bluegrass Festival Vol.2, Pigeon Roost Records – PR 0001 : track C5)
- Tom Paxton Heroes (Vanguard – VSD 79411, 1978)
- Jean Marie Redon Banjoistiquement Votre, (Cezame CEZ 1049, 1979 : 1,2,4-6,8,12)
- Andy Statman Flatbush Waltz - Bluegrass & Klezmer (Rounder Records/Trio Records AW-2086 1981 : 1-3, 5)
- Tony Trischka, Bill Keith & Béla Fleck Fiddle Tunes For Banjo (Rounder Records 0124, 1981, CD 0124 1999 : 2,6,9,13,15)
- Christian Séguret Blue Shades (Ada Production – ADA 1004 : 2,3,6)
- Bill Keith, Banjoistics (Rounder Records – 0148, 1984 : 1-6, 8, 10)
- Andy Statman Andy’s Rambles (Rounder Records, CD 0244, 1994)
- Peter Rowan (en) and the Wild Stallions, (Appaloosa, Italie, AP 016, 1982 (LP) 1994 (CD): 5, 10, 11)
- Kenny Kosek Weird Nightmare (Meditations On Mingus) (13 - Open Letter To Duke) avec  Tony Trischka, Bobby Previte, Barry Mitterhoff (en), Howard Levy, Susan Evans, Bob Stewart (1992)
- Tony Trischka World Turning (Rounder Records CD 0294, 1995 duet on track 7)
- Luboš Malina Piece Of Cake (Compass Records 7 4263 2, 1998 tracks 1, 12)
- Compilation: Song Of The Hills: Appalachian Classics (Shanachie 6041, 1999, track 5 : Footprints In The Snow, instrumental version avec Bill Keith, Tony Trischka, Eric Weissberg, Stacy Phillips (en), Molly Mason (en))
- Tom Chapin (en) Common Ground (Gadfly Records – 271, 2001)
- James Reams & The Barnstormers Barnstormin (Copper Creek Records CCCD-0195, 2001, tracks: 1, 3, 5, 7, 9-12, 15))
- Stacy Phillips – From The Inside (Archduke Combine, SP6997, 2002, tracks 2-3, 7, 10-11, 14)
- Ben Freed Suite for Bluegrass Banjo (2003: 2-5, 7-8, 12)
- Mark Cosgrove Sweet Reason (FGM Records FGM-119, 2005)
- The Binyomin Ginzberg Trio – Purim Sameach (Jewishmusician.com JML201CD, 2005)
- Kassie DePaiva (en) I Want To Love You (5 Points Records FPT0137, CD 2007, tracks: 6, 8, 11-13)
- Ben Freed Banjopolis (2007: 2-3, 6,9, )
- Ben Freed American Idle (2011: 7)
- Kenny Kosek Dear Jean: Artists Celebrate Jean Ritchie (22 - Last Old Train’s a-Leavin’)  avec Peter Pickow, Jon Pickow (Compass Records – 7 4631 2 2014: CD2,4)

- Leslie Evers – I Can't Remember My Dreams (Cumulus Records CR-0106 CD 2014)

### Quelques references comme musicien de studio
- David Bromberg Demon in Disguise (en) (Columbia Records, 1972 : 1, 7, 9)
- Loudon Wainwright III - Album III (en) (Columbia Records – KC 31462, 1972, as member of White Cloud)
- Doug Sahm and Band (en) (Atlantic SD 7254, 1973 : 1,7)
- Steve Goodman Words We Can Dance To (Asylum Records – 7E-1061, 1976 : 4,8)
- Chaka Khan Chaka Khan (Warner Bros. Records 92.3729-1, 1982 : 3,4)
- That's Why I'm Here (en) – James Taylor (Columbia Records, 1985 : 7,10)
- Laura Cantrell When The Roses Bloom Again (Diesel Only Records DO7005 2002, track 10: eponymous)
- Compilation: A Very Special Acoustic Christmas, Lost Highway, B0001038-02, 2003 (track 3- Willie Nelson, Please Come Home For Christmas)
- Elaine Silver Lady Of The Lake (Silver Stream Music SSM-0010, 2006, tracks 4, 10-11)

## Publications
Stacy Phillips et Kenny Kosek, Bluegrass Fiddle Styles, AMSCO Music, 1992, 112 pages,  (ISBN 978-0825601859) 
Kenny Kosek, Bluegrass And Country Fiddle, Homespun, 2003, 37 pages  (ISBN 978-0634059162)